# Zvolen
Zvolen (mađ. Zólyom, njem. Altsohl) je grad u Banskobistričkom kraju u središnjoj Slovačkoj. Grad Zvolen je upravno središte Okruga Zvolen. Smjestio se na ušću rijeke  Slatine u Hron.

## Povijest
Prostor grada Zvolena naseljen je još od paleolita. U polovici 13. stoljeća kralj Mađarske Bela IV (1235. – 1270.) dodijelio mu je status slobodnog grada. Tijekom slovačkog narodnog ustanka 1944. godine grad je odigrao značajnu ulogu u protjerivanju Nijemaca. Danas je sjedište okruga i veliko prometno čvorište. U gradu je smješten tehnički fakulteti i središte drvne industrije u Slovačkoj.
Značajne turističke atrakcije u gradu su:
- gradska jezgra (obnovljena 2002. godine)
- Stara Zvolenska tvrđava (podignuta u 9. stoljeću)
- Nova Zvolenska tvrđava (podignuta između 1360. i 1382. godine)

## Stanovništvo
| Godina:     | 1994.  | 2004.   | 2014.   | 2024.   |
| ----------- | ------ | ------- | ------- | ------- |
| Broj ljudi: | 44 163 | 43 272  | 43 047  | 39 175  |
| Razlika:    |        | -2,01 % | -0,51 % | -8,99 % |

| Godina:     | 2023.  | 2024.   |
| ----------- | ------ | ------- |
| Broj ljudi: | 39 453 | 39 175  |
| Razlika:    |        | -0,70 % |

Grad je 2007. imao 43.417 stanovnika.

### Etnički sastav
- Slovaci 95,9 %
- Česi 1,2 %
- Romi 0,94 %
- Mađari 0,50 %
- Ukrajinci 0,05 %
- Nijemci 0,03 %

### Religija
- rimokatolici 52,5 %
- ateisti 26,4 %
- luterani 15 %
- grkokatolici 0,46 %
- pravoslavci 0,14 %

## Značajne osobe
- Elena Kaliská, kajakašica i kanuistica

## Gradovi prijatelji
- Prachatice, Češka
- Zwoleń, Poljska
- Tótkomlós, Mađarska
- Rivne, Ukrajina

## Vanjske poveznice
- Službena stranica grada (sl.) (engl.)
- Tehnički fakultet Zvolen (engl.)